# Skokovi
Skokovi är en ort i Bosnien och Hercegovina.   Den ligger i entiteten Federationen Bosnien och Hercegovina, i den nordvästra delen av landet, 230 km nordväst om huvudstaden Sarajevo. Skokovi ligger 462 meter över havet och antalet invånare är 3 553.
Terrängen runt Skokovi är kuperad norrut, men söderut är den platt. Skokovi ligger uppe på en höjd. Runt Skokovi är det ganska tätbefolkat, med 93 invånare per kvadratkilometer.. Närmaste större samhälle är Cazin, 7,5 km söder om Skokovi. 
Omgivningarna runt Skokovi är en mosaik av jordbruksmark och naturlig växtlighet.